# Ausserbinn
Ausserbinn  est une localité et ancienne commune suisse du canton du Valais, située dans le district de Conches.
Ausserbinn est rattachée, le 1er octobre 2004, avec Mühlebach et Steinhaus à la commune de Ernen. Elle a porté le numéro OFS 6051.

## Géographie
La localité se situe sur une pente ensoleillée, sur le flanc du Binntal, à environ 1 300 m d'altitude, sur la route reliant Binn à Brigue, à 5,5 km à l'ouest de Binn et à 19 km à l'est de Brigue.

## Culture et patrimoine

### Héraldique
| Blason | Blasonnement : Coupé de sable au pal ondé d'argent, accosté de deux étoiles à six rais d'or, et d'azur à un soleil figuré du même surmontant trois monts d'argent. . |